# Apator

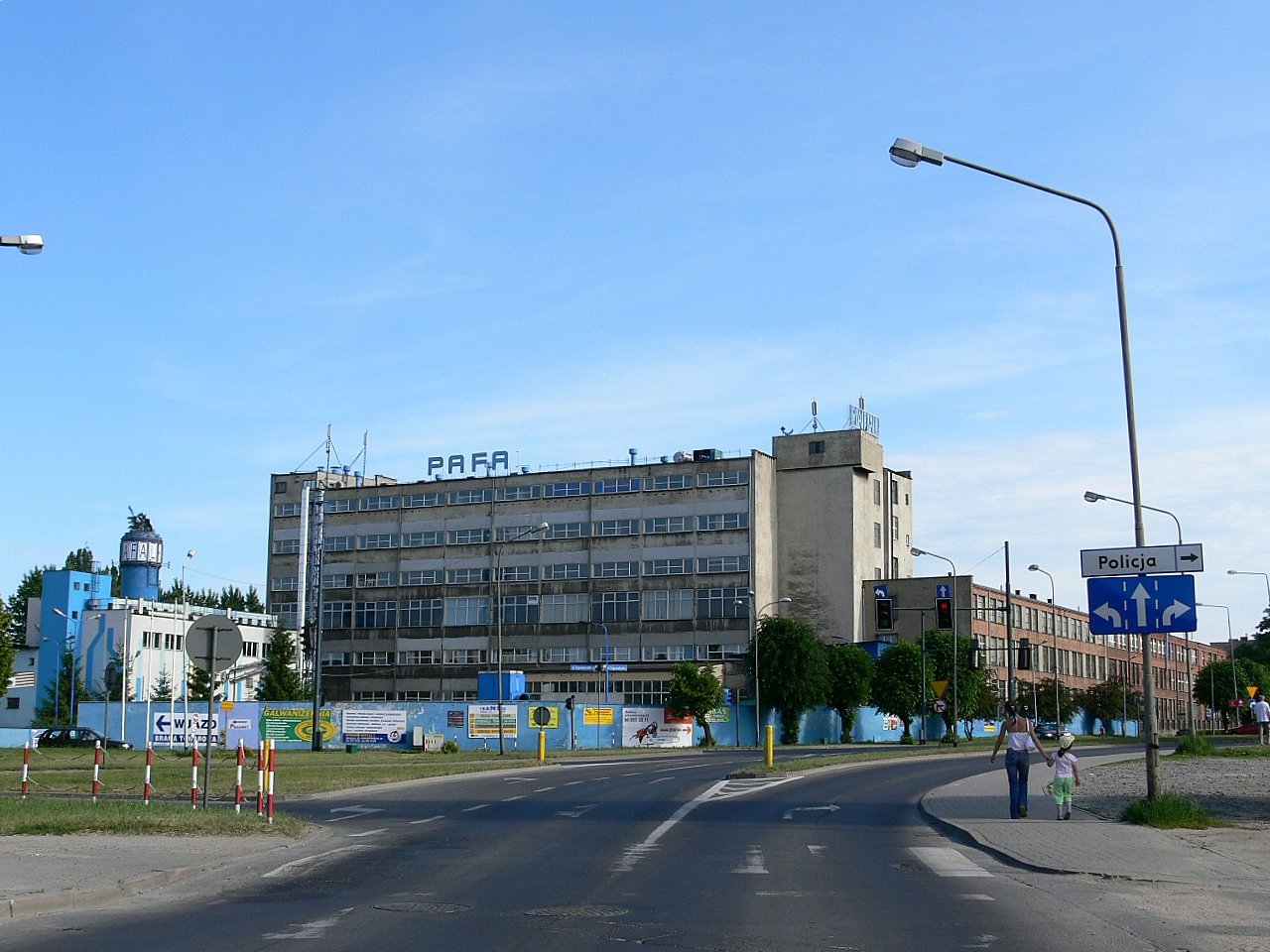
Apator

Apator Spółka Akcyjna, або APATOR SA — польське підприємство.
Пропонує вибухозахищену апаратуру: вогнепронипкні контакторні вимикачі, вогнепроникні захисні вимикачі, вогнепроникні пускові вимикачі, вибухозахищені трансформаторні агрегати, гірничі аварійні вимикачі, гірничі кнопки управління, комутаційна апаратура, розподільча апаратура, електроприводи AC/DC, теплолічильники.
Адреса: APATOR SA, Żółkiewskiego 13/29, Торунь, Польща.